# Thanasimus formicarius
Espèce
Thanasimus formicarius, parfois appelé le clairon formicaire, est une espèce d'insectes coléoptères de la famille des Cleridae. Son épithète spécifique formicarius, en forme de fourmi, provient de l'italien " formica " (fourmi). 
Il se nourrit de petits insectes xylophages et ses larves sont prédatrices des larves de scolytes, ravageurs de conifères malades ou morts (dont l'Épicéa commun).

## Description
Ce petit coléoptère long d'environ 10 mm possède des élytres aux dessins très variables, mais dont l'arrière présente toujours deux bandes transversales blanchâtres (une par élytre). Ses larves, très colorées, mesurent de 10 à 15 mm.

## Distribution
Europe : de la France à la Scandinavie.